# Горгодзе, Александр Ильич
Александр Ильич Горгодзе (1919 год, село Дими, Кутаисский уезд, Кутаисская губерния, Грузинская демократическая республика — дата смерти неизвестна, село Дими, Маяковский район, Грузинская ССР) — бригадир колхоза имени Калинина Маяковского района, Грузинская ССР. Герой Социалистического Труда (1949).

## Биография
Родился в 1919 году в крестьянской семье в селе Дими Кутаисского уезда. Предположительно младший брат Героя Социалистического Труда Павла Горгодзе. Окончил местную сельскую школу. В послевоенное время трудился рядовым колхозником, бригадиром в колхозе имени Калинина Багдатского района (с 1940 года — Маяковский район).
В 1948 году бригада под его руководством собрала в среднем с каждого гектара по 100,7 центнера винограда с площади 10 гектаров. Указом Президиума Верховного Совета СССР от 9 августа 1949 года удостоен звания Героя Социалистического Труда за «получение высоких урожаев винограда в 1948 году» с вручением ордена Ленина и золотой медали «Серп и Молот» (№ 4306).
Этим же Указом званием Героя Социалистического Труда были награждены труженики колхоза имени Калинина бригадир Георгий Лукич Пулариани, звеньевые Аркадий Михайлович Грдзелидзе, Иосиф Мефодиевич Пулариани, Александр Григорьевич Мушкудиани, Давид Валерианович Тевдорадзе и Давид Иванович Чрелашвили.
По итогам работы в 1949 году был награждён в 1950 году Орденом Трудового Красного Знамени.
Проживал в родном селе Дими Маяковского района (сегодня — Багдатский муниципалитет). Дата его смерти не установлена.
Награды
- Герой Социалистического Труда
- Орден Ленина
- Орден Трудового Красного Знамени (05.09.1950).